# Aeroportul Wuhu Wanli
Aeroportul Wuhu Wanli (IATA: WHU, ICAO: ZSWU) este un aeroport din Wuhu⁠(d), Anhui, Republica Populară Chineză. Aeroportul a fost tranzitat în 2002 de 12.297 de pasageri.
aeroportul dispune de o singură pistă.